# Августин (Беляев)
Архиепископ Августи́н (в миру Алекса́ндр Алекса́ндрович Беля́ев; 28 февраля 1886, село Каменка, Юрьевецкий уезд, Костромская губерния — 23 ноября 1937, Тульская область) — епископ Русской православной церкви, архиепископ Калужский и Боровский.
Причислен к лику святых Русской православной церкви в 2000 году.

## Семья
Родился 28 февраля 1886 года в селе Каменке (ныне село Каменники Юрьевецкого района Ивановской области) в семье протоиерея Александра и его супруги Евдокии; был младшим из пятерых детей. Позднее писал: «Патриархальный уклад семейной жизни отца внедрил глубоко в моем сознании нравственную ответственность за каждый шаг. Вот почему я, учитывая себя, делаю учёт и другим. И от степени требовательности к себе зависит требовательность моя и к другим…»
В 1913 году женился на дочери священника Юлии, урождённой Любимовой. В семье родились две дочери — Юлия (род. в 1914) и Нина (род. в 1919). 22 июня 1920 году жена скончалась от чахотки.

## Образование
Окончил Кинешемское духовное училище, Костромскую духовную семинарию, Казанскую духовную академию (1911) со степенью кандидата богословия.

## Преподаватель и священник
В 1911—1920 годы — преподаватель в пензенских мужских и женских учебных заведениях (в том числе русский язык и литературу в Пензенском епархиальном женском училище).
В 1920 был на короткое время арестован по обвинению в «агитации против Советской власти» (будучи старостой в храме, он активно выступал против пробольшевистской «народной церкви», возникшей в Пензенской губернии во главе с лишённым сана епископом Владимиром (Путятой)).
28 августа 1920 года возведён в сан иерея с назначением священником Рождественской церкви Пензы.
В 1922 года вновь арестован по обвинению в «сопротивлении изъятию церковных ценностей». Переехал в Кинешму и возведен в сан протоиерея, затем пострижен в монашество.

## Архиерей

### Епископ Иваново-Вознесенский
18 сентября (1 октября) 1923 патриарх Тихон назначил протоиерея Александра Беляева епископом Ивано-Вознесенским [sic]. Избран по просьбе, направленной патриарху Тихону представителями одиннадцати православных общин епархии. К тому времени время правящий архиерей епархии перешёл к обновленцам, а викарный епископ Василий (Преображенский) находился в ссылке. С 21 сентября 1923 года — епископ Иваново-Вознесенский, викарий Владимирской епархии.
Возглавил сопротивление обновленчеству в епархии. После хиротонии на его стороне оказалось всё духовенство Иваново-Вознесенска, исключая клир одного из храмов: многие священники ушли из обновленчества и вернулись в Патриаршую церковь. Часто служил (в том числе в сельских храмах) и проповедовал. Любил истовое, уставное богослужение, благоговейное неспешное пение и чтение, чуждое духа театральности. По благословению епископа были организованы религиозные кружки.
В феврале — августе 1924 года находился под арестом. С середины 1925 года ему пришлось жить в Москве и в Кинешме, приезжая в Иваново-Вознесенск лишь для совершения богослужений, когда в связи с большими церковными праздниками православным удавалось добиться разрешения на приезд епископа в город. Затем по просьбам верующих (среди которых было немало рабочих) ему было разрешено вернуться в Иваново-Вознесенск.
8 сентября 1926 года арестован в Иваново-Вознесенске по требованию местного отдела ОГПУ, начальник которого писал: «Убаюканный неприкосновенностью… гражданин Беляев пришёл к заключению, что бороться с ним Губотдел не может и что в размахах работы ему в настоящее время не стоит стесняться… Эта наглая уверенность гражданина Беляева вылилась в новые формы работы для создания нелегальных кружков пока не оформленных христиан, имеющих целью завлечь и возвратить в „лоно Церкви“ детей вообще, в частности коммунистов, в возрасте 13-16 лет». Содержался в Москве в Бутырской тюрьме.

### Ссылка в Среднюю Азию
Был приговорён к трём годам ссылки в Среднюю Азию, которую отбывал в городе Ходженте, затем в Педжикенте, где находился до марта 1930 года. Переписывался со своими духовными чадами, в комнате, в которой проживал, устроил домашнюю церковь. Верующие собирали подписи, прося освободить владыку, а затем провели сбор средств для ссыльного епископа и других гонимых священнослужителей — организаторы этих акций были арестованы (за организацию «несанкционированного властями Красного Креста»).
1 октября 1929 года назначен епископом Алма-Атинским, но местные власти отказали ему в регистрации. После освобождения из ссылки ему было запрещено возвращаться в Ивановскую область.

### Служение в Сызрани и заключение в лагерь
С 1 апреля 1930 года — епископ Сызранский, пользовался авторитетом среди верующих.
В 1931 арестован в Сызрани, вместе с ним арестовали шестнадцать священников, одного монаха и тридцать девять мирян, в их числе старост и членов церковных двадцаток. В обвинительном заключении говорилось: «С появлением на Сызранской кафедре епископа Августина церковная жизнь почувствовала в нём крепкую опору старых традиций, к нему потянулось самое реакционное духовенство». Ещё одно обвинение — организация помощи ссыльным верующим.
Виновным себя не признал. На вопрос, какой характер носила его переписка с верующей молодёжью из Иванова, владыка ответил: «Переписка носила личный характер, то есть вопросов, касающихся религиозного миросозерцания, отношения к родственникам и так далее. По вопросу о религиозном миросозерцании молодёжи я отвечал, что верить в материализм и материю и срамно, и не научно, и не современно».
Приговорён к трём годам лишения свободы, находился в Свирлаге (недалеко от станции Лодейное Поле) Ленинградской области.

### Калужский архиерей
9 апреля 1934 года назначен епископом Калужским и Боровским.
6 мая 1934 года направил Заместителю Патриаршего Местоблюстителя митрополиту Сергию (Страгородскому) рапорт, в котором поздравлял его с возведением в достоинство митрополита Московского и Коломенского: «Радуюсь за срединный град Русский, что он имеет Вас ныне своим митрополитом. Радуюсь и за всю отечественную Церковь, что она имеет в лице Вашего Блаженства авторитетного и мудрого кормчего с авторитетным, равным Патриаршему титулом».
Пользовался популярностью среди паствы, во время его служб в храме всегда было много молящихся.
2 апреля 1936 года возведён в сан архиепископа.

## Последний арест и кончина
20 сентября 1937 года арестован в Калуге. Отверг предъявленные ему обвинения в контрреволюционной деятельности. 19 ноября 1937 года приговорён по статье 58-10 Уголовного кодекса РСФСР к расстрелу. 23 ноября расстрелян вместе с группой духовенства и мирян на Тесницком полигоне под Тулой.
В августе 2000 года Деянием юбилейного Освященного архиерейского собора Русской православной церкви его имя было внесено в Собор новомучеников и исповедников Российских для общецерковного почитания.